# Alec Farrall
Alec Farrall (West Kirby, Inglaterra; 3 de marzo de 1936 – Birkenhead, Inglaterra; 20 de mayo de 2025) fue un futbolista inglés que jugó en la posición de centrocampista.

## Equipos
| Periodo   | Club                 | Apariciones | Goles |
| --------- | -------------------- | ----------- | ----- |
| 1953–1957 | Everton FC           | 5           | 0     |
| 1957–1960 | Preston North End FC | 27          | 9     |
| 1960–1965 | Gillingham FC        | 202         | 19    |
| 1965–1966 | Lincoln City FC      | 20          | 2     |
| 1966–1968 | Watford FC           | 48          | 8     |

## Logros
- Cuarta División de Inglaterra (1): 1963/64